# Skyrunner World Series 2024
Navigation
2023 2025
Le Skyrunning World Series 2024 est la vingt-deuxième édition du Skyrunner World Series, compétition internationale de Skyrunning fondée en 2002 par la Fédération internationale de skyrunning. Cette édition comporte 21 courses.

## Règlement
Le calcul des points est identique dans les catégories féminines et masculines. Le score final cumule les 4 meilleures performances de la saison plus la course SkyMasters. Les 20 premiers de chaque course obtiennent des points selon un barème unique. Les coureurs au-delà de la 20e place obtiennent des points en fonction de leur temps.
Pour se qualifier pour la course finale, SkyMasters, de la compétition, les athlètes doivent remplir l'une des conditions suivantes :
- Terminer au moins trois courses de la Skyrunner World Series et se classer dans le top 20 d'au moins l'une d'entre elles ;
- Terminer sur le podium d'une course d'une Skyrunner National Series ou se classer dans les trois premières place du classement d'une Skyrunner National Series ;
- Terminer sur le podium d'une épreuve des championnats du monde de skyrunning ou de championnats continentaux de skyrunning.

Le barème attribue 5 000 points au vainqueur de l'épreuve, 4000 au deuxième et 3600 au troisième. Ensuite chaque coureur se voit attribuer un nombre de points inférieur de 10 % par rapport au précédent jusqu'à 600 points pour le vingtième. Au-delà de la vingtième place, les points sont attribués en soustractant 5 points pour chaque minute de retard par rapport au temps du vingtième concurrent. Plusieurs concurrents peuvent se voir ainsi attribuer le même nombre de points. Les points sont doublés lors de la finale SkyMasters.
À la fin de la saison, 100 000 € de dotations sont attribués aux dix premiers des classements généraux masculins et féminins.
Un classement espoirs est créé pour les athlètes âgés de moins de 23 ans. Seuls les résultats d'une sélection de courses accessibles sont comptabilisés. Il est dédié au coureur français Esteban Olivero décédé dans un accident de montagne en décembre 2023, à l'âge de 22 ans.

## Programme
Pour 2024, le calendrier s'étend à 21 courses étalées sur une longue saison de mars à novembre. Adoptant une approche mondiale, le calendrier offre de nombreuses épreuves inédites et visite pour la première fois la Thaïlande, la Corée du Sud ainsi que la Turquie. La finale SkyMasters a lieu le 16 novembre et se déroule dans le cadre du Marató dels Dements à Eslida.
| Nom de la course              | Distance | Dénivelé   | Pays         | Date              |
| ----------------------------- | -------- | ---------- | ------------ | ----------------- |
| Acantilados del Norte Skyrace | 29 km    | 2 250 m D+ | Espagne      | 2 mars 2024       |
| Calamorro Skyrace             | 27,5 km  | 2 270 m D+ | Espagne      | 6 avril 2024      |
| SkyRace des Matheysins        | 25 km    | 1 930 m D+ | France       | 5 mai 2024        |
| SkyRace Gorges du Tarn        | 24 km    | 1 800 m D+ | France       | 18 mai 2024       |
| Mexico Sky Challenge          | 35 km    | 3 200 m D+ | Mexique      | 26 mai 2024       |
| Hochkönig SkyRace             | 31 km    | 2 580 m D+ | Autriche     | 1er juin 2024     |
| Ultra Skyrunning Madeira      | 45 km    | 3 600 m D+ | Portugal     | 15 juin 2024      |
| Minotaur SkyRace              | 33,5 km  | 2 900 m D+ | Canada       | 22 juin 2024      |
| Skyrace du Mercantour         | 30 km    | 2 150 m D+ | France       | 23 juin 2024      |
| Kaiserkrone SkyRace           | 25 km    | 2 770 m D+ | Autriche     | 29 juin 2024      |
| Cordillera Blanca Skyrace     | 27,5 km  | 1 550 m D+ | Pérou        | 7 juillet 2024    |
| Matterhorn Ultraks Extreme    | 25 km    | 2 900 m D+ | Suisse       | 23 août 2024      |
| Trofeo Kima                   | 52 km    | 4 200 m D+ | Italie       | 24 août 2024      |
| Maga SkyMarathon              | 39 km    | 3 000 m D+ | Italie       | 22 septembre 2024 |
| Gorbeia Suzien                | 32 km    | 2 400 m D+ | Espagne      | 28 septembre 2024 |
| Inthanon SkyRace              | 31 km    | 2 500 m D+ | Thaïlande    | 5 octobre 2024    |
| 2 Peaks SkyRace               | 26 km    | 2 080 m D+ | Corée du Sud | 26 octobre 2024   |
| Sobrescobio Skyrace           | 32 km    | 2 100 m D+ | Espagne      | 27 octobre 2024   |
| Kailas Penang Skyrace         | 42 km    | 2 100 m D+ | Malaisie     | 2 novembre 2024   |
| Sagalassos SkyRace            | 27 km    | 2 200 m D+ | Turquie      | 9 novembre 2024   |
| SkyMasters                    | 42 km    | 3 800 m D+ | Espagne      | 16 novembre 2024  |

## Résultats

### Hommes
Le Suisse Roberto Delorenzi prend le premier les commandes de l'Acantilados del Norte Skyrace qu'il mène du début à la fin pour remporter la victoire. Il est suivi dans un premier temps par un large groupe de poursuivants mené par le Français Frédéric Tranchand. Dans la deuxième partie de course, l'Espagnol Manuel Merillas lance son attaque et remonte le groupe pour s'emparer de la deuxième place. Un autre Espagnol, Daniel Osanz, effectue également une forte remontée pour compléter le podium devant Frédéric Tranchand.
Roberto Delorenzi s'empare le premier des commandes de la Calamorro Skyrace. Tenant un rythme soutenu, il creuse peu à peu l'écart sur ses rivaux. Suivi en première partie de course par les Espagnols Alain Santamaría et Dimas Pereira, il termine la course en solitaire et signe un nouveau record du parcours en 2 h 25 min 40 s. Antonio Martínez Pérez et Luca Del Pero complètent le podium.
Nadir Maguet prend un départ prudent sur la Skyrace des Matheysins. Il remonte peu à peu le peloton jusqu'à la deuxième place avant la descente finale. Le grand favori Frédéric Tranchand, qui semblait se diriger vers la victoire, commet une faute de parcours et termine seulement sixième. Nadir Maguet remporte la victoire. Les deux autres marches du podium font l'objet d'une lutte serrée entre plusieurs coureurs. C'est finalement Daniel Antonioli qui termine deuxième, vint-sept secondes devant Manuel Merillas qui complète de justesse le podium pour six secondes devant Antonio Martínez Pérez.
Roberto Delorenzi survole les débats lors de la SkyRace Gorges du Tarn. Il s'impose en 2 h 19 min 26 s, avec près de sept minutes d'avance sur les pronostics, et établit un nouveau record du parcours. Antonio Martínez Pérez réalise une solide course pour terminer deuxième une minute derrière le Suisse. Le podium est complété par Ïu Net, vainqueur de la catégorie U23.
Prenant un départ prudent sur le México Sky Challenge 35K, le Mexicain Abraham Hernández profite de la montée sur le Cerro Tepoztécatl pour remonter de la vingtième à la première place. Son compatriote Miguel Pérez lui emboîte le pas. Les deux hommes maintiennent leurs positions en tête jusqu'à la ligne d'arrivée. La troisième marche du podium se joue en fin de course. Auteur d'une fin de course très rapide, le Brésilien Johnny Luna-Lima double plusieurs adversaires pour s'offrir la troisième place.
En raison de neige sur les sommets, la Hochkönig SkyRace se déroule sur le parcours de réserve de 31,6 km. Les coureurs italiens prennent les avant-postes et forment un groupe de tête composé de Daniel Antonioli, William Boffelli et Lorenzo Beltrami. Ce dernier parvient à faire la différence et se détache seul en tête pour remporter la victoire, trois minutes devant Daniel Antonioli. William Boffelli complète le podium à moins de deux minutes de ce dernier.
Le Slovène Luka Kovačič prend le premier les commandes de la Madeira SkyRace. Il est dépassé par le Français Loïc Robert après la première montée. Ce dernier creuse alors l'écart en tête pour filer vers la victoire. Il s'impose en 4 h 59 min 3 s et établit un nouveau record du parcours. Le favori local André Rodrigues effectue une solide remontée pour s'offrir la deuxième place devant Luka Kovačič.
Le vainqueur de l'année précédente, Jackson Cole, mène le premier la Minotaur SkyRace. L'ancien fondeur Scott Patterson le rattrape au sommet du Minotaur Peak et profite de la descente pour s'envoler en tête. Il s'impose en 4 h 8 min 26 s, à deux minutes du record du parcours. Jackson Cole assure la deuxième place et Johnny Luna-Lima complète le podium.
Le Japonais Ruy Ueda mène la première partie de course de la Skyrace du Mercantour. Il est suivi de près par l'Espagnol Alain Santamaría. Ce dernier parvient à passer en tête lors du passage à la Colmiane. Il impose alors un rythme élevé et s'impose en 2 h 38 min 19 s. Il établit ainsi un nouveau record du parcours. Ruy Ueda termine deuxième tandis que Lorenzo Beltrami parvient à se hisser sur la troisième marche du podium après une lutte avec le Canadien Brendan Morden.
Luka Kovačič mène le premier la Kaiserkrone SkyRace, suivi de près par Ruy Ueda. Manuel Merillas mène un groupe de poursuivants composé entre autres de Martin Anthamatten et Gianluca Ghiano. Manuel Merillas et Gianluca Ghiano sonnent la charge dans la première descente et s'emparent de la tête de course. Les deux hommes se trompent ensuite de chemin et perdent leur avantage. Martin Anthamatten récupère la tête de course avec Ruy Ueda sur ses talons. Manuel Merillas effectue ensuite une grosse remontée pour reprendre la tête de course et s'offrir la victoire devant le Suisse et le Japonais.
Le favori local José Manuel Quispe Mallma mène la Cordillera Blanca Skyrace de bout et bout et s'impose aisément en 2 h 3 min 58 s. Derrière lui, la seconde place fait l'objet d'une lutte serrée entre l'Italien Luca Del Pero et les Péruviens Joseph Mamani et Joel Pumacayo. Luca Del Pero parvient à prendre le meilleur sur ses adversaires pour terminer deuxième devant Joseph Mamani.
Bien décidé à briller à domicile, le Suisse Martin Anthamatten prend les commandes du Matterhorn Ultraks Extreme qu'il mène du début à la fin pour remporter la victoire. Les deux autres places du podium font l'objet d'une lutte serrée entre les Italiens Luca Del Pero et Gianluca Ghiano, le Néo-Zélandais Jackson Cole et le Slovène Luka Kovačič. Luca Del Pero parvient à faire la différence pour terminer deuxième devant son compatriote Gianluca Ghiano.
Un trio composé de Finlay Wild, Jack Kuenzle et Manuel Merillas se détache en tête du Trophée Kima et mène les débats. L'Espagnol chute et abandonne, offrant la troisième place à l'Italien Cristian Minoggio. Bien décidé à défendre son titre, le Britannique Finlay Wild impose son rythme et s'impose en 6 h 5 min 4 s avec trois minutes d'avance sur Jack Kuenzle. Il établit également un nouveau record du parcours.
Nadir Maguet prend le premier les commandes du Maga SkyMarathon. Poursuivi par le tenant du record du parcours Cristian Minoggio, il mène la course sur un rythme soutenu et s'impose en 4 h 21 min 56 s, établissant un nouveau record du parcours. Cristian Minoggio assure la deuxième place devant Gianluca Ghiano.
La course Gorbeia Suzien voit un groupe se former en tête avec entre autres Luca Del Pero, Manuel Merillas et Omi Ryunosuke. En tête jusqu'au kilomètre 19, le Japonais se fait doubler par Manuel Merillas dans la dernière descente. Luca Del Pero lui emboîte le pas et parvient à le doubler dans les derniers kilomètres pour s'offrir la victoire. Son compatriote Lorenzo Rota Martir complète le podium.
L'Inthanon SkyRace voit un plateau international se présenter au départ avec quelques spécialistes européens présents, des coureurs locaux et d'autres sportifs internationaux. Le Chinois Rongchao Du crée la suprise pour ses débuts dans la discipline. Il mène la course du début à la fin et s'impose avec trente secondes d'avance sur le Russe Iurii Shtankov. L'Espagnol Raúl Criado Sánchez complète le podium.
La 2 Peaks SkyRace voit un plateau international se présenter au départ. Gianluca Ghiano prend le premier les commandes de la course, suivi par les Japonais Ruy Ueda et Shoma Otagiri ainsi que par son compatriote Lorenzo Beltrami. Dictant le rythme, Gianluca Ghiano mène la course de bout en bout pour remporter sa première victoire en Skyrunner World Series. Ruy Ueda parvient à suivre le rythme et termine deuxième avec une minute de retard. Lorenzo Beltrami complète le podium avec douze minutes de retard sur son compatriote.
Annoncés comme favoris sur la Sobrescobio Skyrace, Luca Del Pero et Manuel Merillas assument leur rôle en courant aux avant-postes. Luca Del Pero prend la tête avec l'Espagnol sur ses talons. Les deux hommes se livrent à un duel serré mais l'Italien parvient à faire la différence pour s'imposer. Derrière eux, un groupe se dispute la troisième marche du podium, finalement à l'avantage d'Antonio Martínez Pérez.
Annoncé comme l'un des grands favoris sur la Kailas Penang Skyrace, Lorenzo Beltrami assume son rôle et profite de l'abandon de son compatriote Gianluca Ghiano pour dominer la course. Il s'impose aisément en 4 h 17 min 14 s avec plus d'une demi-heure d'avance sur son plus proche poursuivant, l'Espagnol Ioseba Eskudero. Le champion local Yusof Abdul Manan complète le podium avec près d'une heure de retard sur l'Espagnol.
En proie à des difficultés financières, les organisateurs de la Sagalassos SkyRace mettent en place l'événement tant bien que mal avec notamment un chronométage manuel. Lors du départ, plusieurs concurrents ne suivent pas le parcours, induits en erreur par des policiers. Certains d'entre poursuivent malgré tout alors que d'autres rebroussent chemin jusqu'au départ. Ces derniers bénéficient d'un second départ. Roberto Delorenzi et Frédéric Tranchand luttent en tête course. Incapables de se départager, les deux hommes décident d'unir leurs efforts pour naviguer sur le parcours mal balisé et franchissent la ligne d'arrivée main dans la main. L'Espagnol Jan Torrella complète le podium. Afin de ne pas disqualifier les concurrents qui se sont trompés de parcours, les organisateurs décident d'infliger diverses pénalités. Quelques concurrents sont toutefois disqualifiés pour avoir reçu une aide extérieure après s'être perdus sur le parcours,.
La finale SkyMasters se court dans le cadre du Marató dels Dements. Ruy Ueda prend le premier les commandes de la course. À mi-parcours, il est doublé par Frédéric Tranchand et Roberto Delorenzi. Le Suisse accélère ensuite pour tenter de distancer ses rivaux mais Luca Del Pero et Manuel Merillas parviennent à revenir sur ses talons. Roberto Delorenzi parvient à s'accrocher pour remporter la victoire et le classement général. Deuxième et troisième sur le podium, Luca Del Pero et Manuel Merillas obtiennent les mêmes places au classement général.
- Finale (10 000 points au vainqueur)

| Course                        | Vainqueur                 | Deuxième               | Troisième              | Leader du classement général |
| ----------------------------- | ------------------------- | ---------------------- | ---------------------- | ---------------------------- |
| Acantilados del Norte Skyrace | Roberto Delorenzi         | Manuel Merillas Moledo | Daniel Osanz Laborda   | Roberto Delorenzi            |
| Calamorro Skyrace             | Roberto Delorenzi         | Antonio Martínez Pérez | Luca Del Pero          | Roberto Delorenzi            |
| Skyrace des Matheysins        | Nadir Maguet              | Daniel Antonioli       | Manuel Merillas        | Roberto Delorenzi            |
| SkyRace Gorges du Tarn        | Roberto Delorenzi         | Antonio Martínez Pérez | Ïu Net                 | Roberto Delorenzi            |
| Mexico Sky Challenge          | Abraham Hernández         | Miguel Pérez           | Johnny Luna-Lima       | Roberto Delorenzi            |
| Hochkönig SkyRace             | Lorenzo Beltrami          | Daniel Antonioli       | William Boffelli       | Roberto Delorenzi            |
| Ultra Skyrunning Madeira      | Loïc Robert               | André Rodrigues        | Luka Kovačič           | Roberto Delorenzi            |
| Minotaur SkyRace              | Scott Patterson           | Jackson Cole           | Johnny Luna-Lima       | Roberto Delorenzi            |
| Skyrace du Mercantour         | Alain Santamaría          | Ruy Ueda               | Lorenzo Beltrami       | Roberto Delorenzi            |
| Kaiserkrone SkyRace           | Manuel Merillas           | Martin Anthamatten     | Ruy Ueda               | Roberto Delorenzi            |
| Cordillera Blanca Skyrace     | José Manuel Quispe Mallma | Luca Del Pero          | Joseph Mamani          | Roberto Delorenzi            |
| Matterhorn Ultraks Extreme    | Martin Anthamatten        | Luca Del Pero          | Gianluca Ghiano        | Roberto Delorenzi            |
| Trofeo Kima                   | Finlay Wild               | Jack Kuenzle           | Cristian Minoggio      | Roberto Delorenzi            |
| Maga SkyMarathon              | Nadir Maguet              | Cristian Minoggio      | Gianluca Ghiano        | Roberto Delorenzi            |
| Gorbeia Suzien                | Luca Del Pero             | Manuel Merillas Moledo | Lorenzo Rota Martir    | Roberto Delorenzi            |
| Inthanon SkyRace              | Rongchao Gu               | Iurii Shtankov         | Raúl Criado Sánchez    | Roberto Delorenzi            |
| 2 Peaks SkyRace               | Gianluca Ghiano           | Ruy Ueda               | Lorenzo Beltrami       | Roberto Delorenzi            |
| Sobrescobio Skyrace           | Luca Del Pero             | Manuel Merillas        | Antonio Martínez Pérez | Luca Del Pero                |
| Kailas Penang Skyrace         | Lorenzo Beltrami          | Ioseba Eskudero        | Yusof Abdul Manan      | Luca Del Pero                |
| Sagalassos SkyRace            | Roberto Delorenzi         | Frédéric Tranchand     | Jan Torrella           | Roberto Delorenzi            |
| SkyMasters                    | Roberto Delorenzi         | Luca Del Pero          | Manuel Merillas Moledo | Roberto Delorenzi            |

### Femmes
L'Espagnole Lide Urrestarazu crée la surprise en s'emparant des commandes de l'Acantilados del Norte Skyrace après les premiers kilomètres. Elle est suivie de près par ses compatriotes Oihana Kortazar et Naiara Irigoyen. Lide Urrestarazu ne se laisse pas impressioner et s'impose en 3 h 4 min 39 s, battant de plus de vingt minutes le record féminin du parcours détenu par Ragna Debats. Naiara Irigoyen parvient à doubler Oihana Kortazar pour la deuxième marche du podium.
Oihana Kortazar prend la première la tête de la Calamorro Skyrace mais se fait rapidement doubler par Sara Alonso ainsi que par Júlia Font. Sara Alonso et Júlia Font se livrent alors à un duel serré en tête de course, s'échangeant la tête à plusieurs reprises. Cependant, une chute de Júlia Font dans les derniers kilomètres met fin à la lutte. Sara Alonso s'impose en 2 h 59 min 8 s, établissant un nouveau record féminin du parcours. Júlia Font termine deuxième avec 50 secondes de retard. Naiara Irigoyen complète le podium.
L'Américaine Bailey Kowalczyk mène la première la Skyrace des Matheysins. Elle se fait rapidement doubler par la Russe Anastasia Roubtsova qui file vers la victoire. La Française Alice Bausseron réalise une solide course pour terminer deuxième. Ayant chuté à la sixième place, Bailey Kowalczyk effectue une descente rapide pour terminer sur la troisième marche du podium.
Oihana Kortazar assume son rôle de favorite en menant la SkyRace Gorges du Tarn. Elle se voit menacée dans un premier temps par la Suédoise Johanna Gelfgren avant que cette dernière ne lève le pied. Oihana Kortazar remporte la victoire en 2 h 51 min 58 s. Le podium à nouveau 100 % espagnol est complété par Júlia Font et Carrodilla Cabestre. Cette dernière remporte la victoire en catégorie U23.
Annoncée comme grande favorite à domicile sur le México Sky Challenge 35K, Karina Carsolio assume son rôle et mène la première partie de course. Elle est rattrapée par la Canadienne Emma Cook-Clarke lors du passage entre le Cerro Tepoztécatl et le Cerro Azul. Karina Carsolio la rattrape et s'envole vers la victoire. L'Américaine Kelly Wolf parvient à s'emparer de la deuxième place devant Emma Cook-Clarke.
L'Américaine Hillary Gerardi et l'Andorrane Ariadna Fenés se livrent un duel serré en première partie de la Hochkönig SkyRace. Hillary Gerardi fait parler son expérience pour se défaire de son adversaire et filer vers la victoire. Ariadna Fenés se blesse ensuite et échoue à la sixième place. La Française Iris Pessey en profite pour récupérer la deuxième place devant la Roumaine Ingrid Mutter.
La Française Lucille Germain mène la Madeira SkyRace sur un rythme soutenu après avoir doublé Oihana Kortazar. Elle poursuit sur son rythme et s'impose en 5 h 33 min 17 s, battant de quarante minutes le précédent record féminin du parcours détenu par la Canadienne Emma Cook-Clarke. Oihana Kortazar assure la deuxième place vingt minutes derrière la Française. Le podium est complété par la Canadienne Kalie McCrystal.
La Canadienne Emma Cook-Clarke et la Française Élise Poncet se livrent un duel serré en tête de la Minotaur SkyRace. Courant ensemble, ce n'est qu'à cinq kilomètres de l'arrivée que la Canadienne parvient à faire la différence et s'impose en 4 h 52 min 3 s, établissant un nouveau record féminin du parcours. La Mexicaine Karina Carsolio complète le podium.
L'Andorrane Ariadna Fenés mène la Skyrace du Mercantour de bout en bout. Creusant l'écart seule en tête, elle s'impose en 3 h 13 min 40 s et établit un nouveau record féminin du parcours. Naiara Irigoyen assure la deuxième place et la Britannique Holly Wootten complète le podium.
La Russe Anastasia Roubtsova mène la Kaiserkrone SkyRace de bout et bout et s'impose en 4 h 4 min 20 s, signant un nouveau record féminin du parcours. La Britannique Holly Page parvient à doubler Naiara Irigoyen et Iris Pessey après la première montée pour s'offrir la deuxième place. La troisième marche du podium fait l'objet d'une lutte serrée entre l'Espagnole et la Française. Naiara Irigoyen tire avantage des sections techniques pour faire la différence et terminer troisième.
Emma Cook-Clarke prend la première les commandes de la Cordillera Blanca SkyRace. Elle est cependant rattrapée par Karina Carsolio en deuxième partie de course. Cette dernière tire avantage des descentes pour la doubler et s'offrir la victoire. Hillary Gerardi complète le podium.
Tenante du titre, la Russe Anastasia Roubtsova défend avec succès son titre en menant le Matterhorn Ultraks Extreme de bout en bout et s'impose avec 34 minutes d'avance sur sa plus proche poursuivante, la Française Olivia Magnone. L'Espagnole Lide Urrestarazu complète le podium.
Le Trophée Kima voit une lutte serrée en tête entre Hillary Gerardi, Élise Poncet et Karina Carsolio. La Française tente d'accélérer à mi-parcours mais Hillary Gerardi ne se laisse pas impressionner et tire avantage de la connaissance du terrain pour reprendre la tête de course et s'imposer avec deux minutes et demi d'avance sur la Française. Karina Carsolio se fait doubler en fin de course par la Norvégienne Henriette Albon qui complète le podium.
Hillary Gerardi domine le Maga SkyMarathon de bout en bout et s'impose en 5 h 31 min 56 s, signant un nouveau record féminin du parcours. La Roumaine Ioana Mădălina Amariei et l'Espagnole Oihana Kortazar complètent le podium.
L'Allemande Daniela Oemus mène la première la course Gorbeia Suzien. Elle est suivie par les Espagnoles Júlia Font et Onditz Iturbe. Daniela Oemus creuse l'écart en tête et semble se diriger vers la victoire. Mais Júlia Font parvient à accélérer dans les derniers kilomètres pour la doubler et s'offrir la victoire. Onditz Iturbe complète le podium.
La Russe Anastasia Roubtsova domine l'Inthanon SkyRace et s'impose aisément en 3 h 40 min 39 s. Elle devance de près d'une demi-heure, sa plus proche poursuivante, la Tchèque Marcela Vašínová. L'Éthiopienne Aberash Mulata Amana complète le podium.
Anastasia Roubtsova domine la 2 Peaks SkyRace. Menant la course du début à la fin, elle s'impose aisément avec près de vingt minutes d'avance sur sa plus proche poursuivante, sa compatriote Irina Rachinskaia. La Slovaque Veronika Leng effectue une solide course et complète le podium.
Oihana Kortazar prend la première les commandes de la Sobrescobio Skyrace. Elle se fait doubler par Lucille Germain dans la première descente. La Française se détache seule en tête et file vers la victoire. Elle s'impose avec plus de douze minutes d'avance sur ses rivales. Derrière elle, Oihana Kortazar défend sa place et parvient à terminer deuxième devant Júlia Font.
L'Espagnole Lide Urrestarazu mène la Kailas Penang Skyrace avec la Française Iris Pessey sur ses talons. Lide Urrestarazu parvient à faire la différence et s'impose en 5 h 16 min 37 s avec dix minutes d'avance sur la Française. La Tchèque Marcela Vašínová complète le podium avec plus d'une demi-heure de retard sur le duo de tête.
La Sagalassos SkyRace se déroule dans des conditions chaotiques avec plusieurs concurrentes qui se trompent de chemin, induites en erreur par des policiers. L'Espagnole Irune Vélez franchit la première la ligne d'arrivée, mais s'étant trompée de chemin, elle se voit pénaliser et est rétrogradée à la sixième place. La victoire revient à Emma Cook-Clarke qui s'impose au terme d'une lutte serrée avec la Russe Valeriia Merkureva. Iris Pessey complète le podium,.
La finale SkyMasters se court dans le cadre du Marató dels Dements. Anastasia Roubtsova et Oihana Kortazar mènent les premières la course, s'échangeant la tête à plusieurs reprises. Elles sont suivies de près par Júlia Font. La Russe hausse ensuite le rythme et se détache seule en tête pour filer vers la victoire. Júlia Font parvient à doubler sa compatriote pour s'offrir la deuxième place tandis qu'Oihana Kortazar doit défendre sa troisième place sur le podium face à la remontée d'Hillary Gerardi. Anastasia Roubtsova s'impose logiquement au classement général ayant remporté six victoires sur ses six participations. Hillary Gerardi se classe deuxième devant Júlia Font.
- Finale (10 000 points au vainqueur)

| Course                        | Vainqueur               | Deuxième               | Troisième                | Leader du classement général |
| ----------------------------- | ----------------------- | ---------------------- | ------------------------ | ---------------------------- |
| Acantilados del Norte Skyrace | Lide Urrestarazu Agirre | Naiara Irigoyen Indave | Oihana Kortazar Aranzeta | Lide Urrestarazu Agirre      |
| Calamorro Skyrace             | Sara Alonso             | Júlia Font Gómez       | Naiara Irigoyen Indave   | Lide Urrestarazu Agirre      |
| Skyrace des Matheysins        | Anastasia Roubtsova     | Alice Bausseron        | Bailey Kowalczyk         | Lide Urrestarazu Agirre      |
| SkyRace Gorges du Tarn        | Oihana Kortazar         | Júlia Font             | Carrodilla Cabestre      | Lide Urrestarazu Agirre      |
| Mexico Sky Challenge          | Karina Carsolio         | Kelly Wolf             | Emma Cook-Clarke         | Lide Urrestarazu Agirre      |
| Hochkönig SkyRace             | Hillary Gerardi         | Iris Pessey            | Ingrid Mutter            | Lide Urrestarazu Agirre      |
| Ultra Skyrunning Madeira      | Lucille Germain         | Oihana Kortazar        | Kalie McCrystal          | Oihana Kortazar              |
| Minotaur SkyRace              | Emma Cook-Clarke        | Élise Poncet           | Karina Carsolio          | Oihana Kortazar              |
| Skyrace du Mercantour         | Ariadna Fenés           | Naiara Irigoyen        | Holly Wootten            | Oihana Kortazar              |
| Kaiserkrone SkyRace           | Anastasia Roubtsova     | Holly Page             | Naiara Irigoyen          | Naiara Irigoyen              |
| Cordillera Blanca Skyrace     | Karina Carsolio         | Emma Cook-Clarke       | Hillary Gerardi          | Naiara Irigoyen              |
| Matterhorn Ultraks Extreme    | Anastasia Roubtsova     | Olivia Magnone         | Lide Urrestarazu         | Naiara Irigoyen              |
| Trofeo Kima                   | Hillary Gerardi         | Élise Poncet           | Henriette Albon          | Karina Carsolio              |
| Maga SkyMarathon              | Hillary Gerardi         | Ioana Mădălina Amariei | Oihana Kortazar          | Hillary Gerardi              |
| Gorbeia Suzien                | Júlia Font Gómez        | Daniela Oemus          | Onditz Iturbe Arginzoniz | Hillary Gerardi              |
| Inthanon SkyRace              | Anastasia Roubtsova     | Marcela Vašínová       | Aberash Mulata Amana     | Anastasia Roubtsova          |
| 2 Peaks SkyRace               | Anastasia Roubtsova     | Irina Rachinskaia      | Veronika Leng            | Anastasia Roubtsova          |
| Sobrescobio Skyrace           | Lucille Germain         | Oihana Kortazar        | Júlia Font Gómez         | Anastasia Roubtsova          |
| Kailas Penang Skyrace         | Lide Urrestarazu        | Iris Pessey            | Marcela Vašínová         | Anastasia Roubtsova          |
| Sagalassos SkyRace            | Emma Cook-Clarke        | Valeriia Merkureva     | Iris Pessey              | Anastasia Roubtsova          |
| SkyMasters                    | Anastasia Roubtsova     | Júlia Font Gómez       | Oihana Kortazar Aranzeta | Anastasia Roubtsova          |

## Podiums

### Hommes
| Édition | Or                              | Argent                      | Bronze                        |
| ------- | ------------------------------- | --------------------------- | ----------------------------- |
| Général | Roberto Delorenzi 29 500 points | Luca Del Pero 26 000 points | Manuel Merillas 24 200 points |

### Femmes
| Édition | Or                                | Argent                        | Bronze                   |
| ------- | --------------------------------- | ----------------------------- | ------------------------ |
| Général | Anastasia Roubtsova 30 000 points | Hillary Gerardi 25 080 points | Júlia Font 24 600 points |